# Norderland

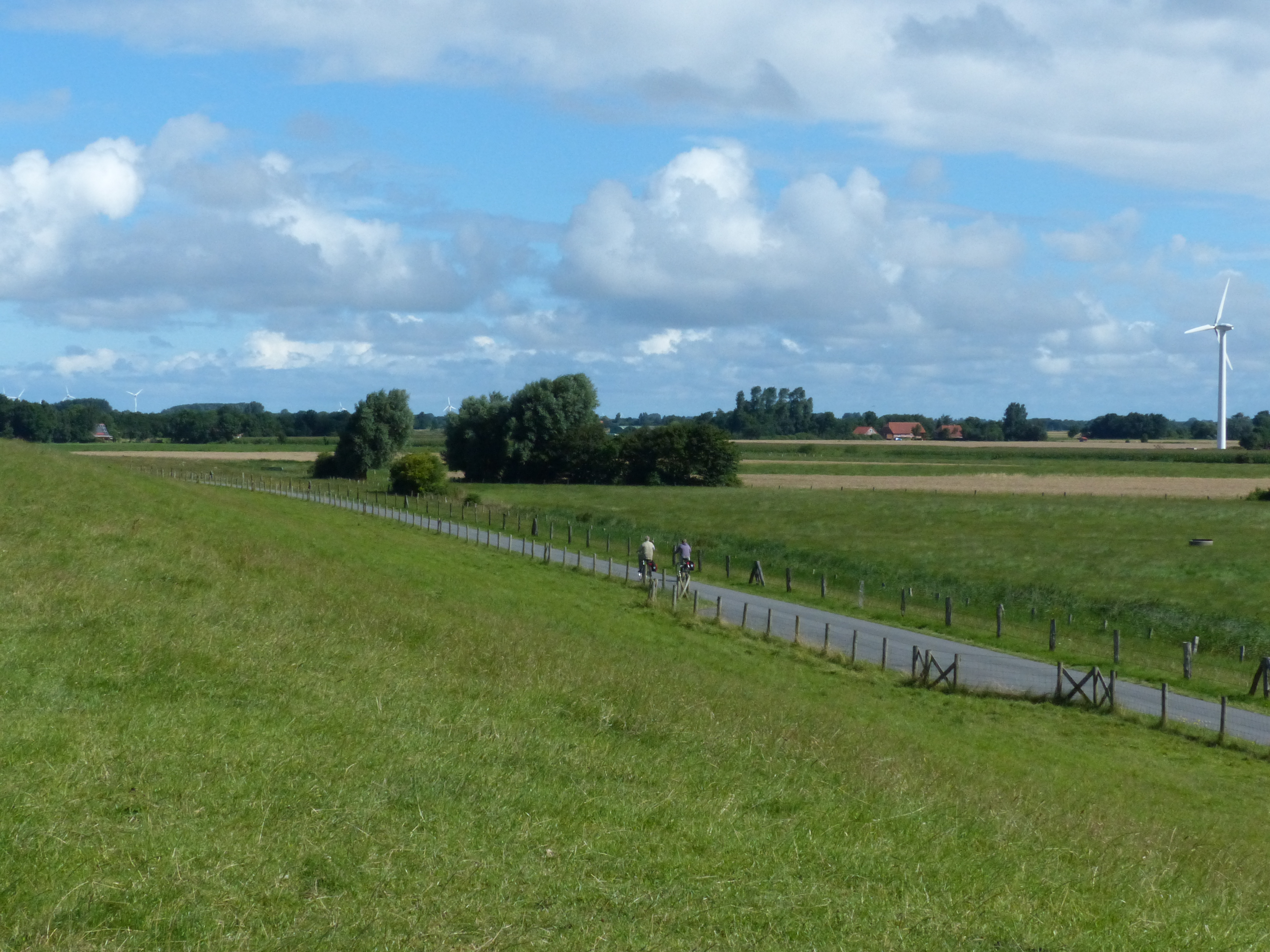
Blick vom Deich der Leybucht ostwärts ins Norderland

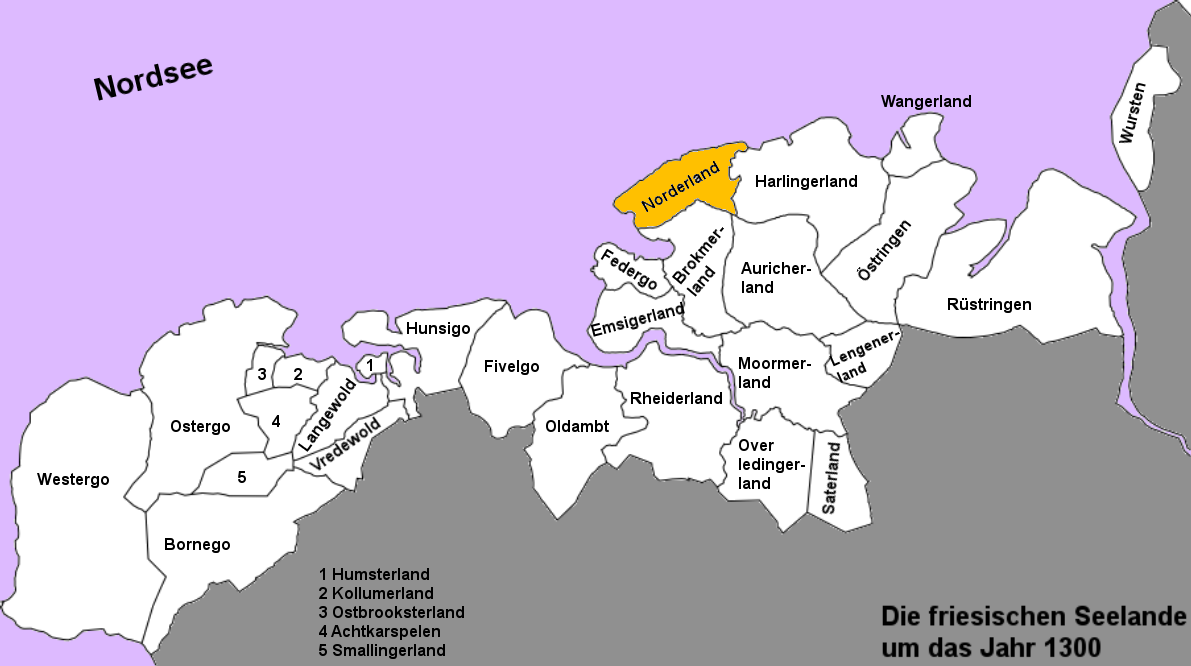
Das Norderland um 1300

Das Norderland ist eine historische Landschaft, gelegen am nordwestlichen Rand Ostfrieslands direkt am Wattenmeer, welche ein weites Gebiet rund um die Stadt Norden umfasst. Das Norderland grenzt im Osten an das Harlingerland und im Süden an das Brookmerland.
Nach heutigem Verständnis umfasst das Norderland die Kommunen Norden, Samtgemeinde Hage, Großheide und den Großteil der Gemeinde Dornum. Gelegentlich findet der Begriff Norderland auch noch für das Gebiet des früheren Landkreises Norden Verwendung, historisch umfasst dies allerdings auch Teile des Bro(o)kmerlandes und des Emsigerlandes.